# Langebæk Kommune
Langebæk Kommune i Storstrøms Amt blev dannet ved kommunalreformen i 1970. Ved strukturreformen i 2007 blev den indlemmet i Vordingborg Kommune sammen med Møn Kommune og Præstø Kommune.

## Tidligere kommuner
Langebæk Kommune blev dannet ved sammenlægning af følgende 3 sognekommuner:
| Kommune                   | Folketal 1. januar 1970 | Byer                                              |
| ------------------------- | ----------------------- | ------------------------------------------------- |
| Kalvehave (inkl. Stensby) | 3.457                   | Kalvehave, Gammel Kalvehave, Langebæk og Stensved |
| Mern                      | 1.318                   | Mern                                              |
| Øster Egesborg            | 799                     |                                                   |
| I alt                     | 5.574                   |                                                   |

## Sogne
Langebæk Kommune bestod af følgende sogne, alle fra Bårse Herred:
- Kalvehave Sogn
- Mern Sogn
- Stensby Sogn
- Øster Egesborg Sogn

## Borgmestre[2]
| Periode   | Navn             | Parti             |
| --------- | ---------------- | ----------------- |
| 1970-1981 | Julius Jensen    | Socialdemokratiet |
| 1981-1984 | Poul Christensen | Socialdemokratiet |
| 1984-1994 | Jens E. Jensen   | Socialdemokratiet |
| 1994-2002 | Geert A. Nielsen | Socialdemokratiet |
| 2002-2006 | Henrik Holmer    | Socialdemokratiet |